# Josef Balabán
Josef Balabán, ps. KOP (ur. 5 czerwca 1894 w Oborach u Příbrami, zm. 3 października 1941 w Pradze) – czechosłowacki oficer.

## Życiorys
Urodził się 5 czerwca 1894 r. w Oborach u Příbrami. W 1908 r. zaczął naukę w szkole średniej, jednak 26 października 1914 r. został zmobilizowany do wojska z powodu trwającej I wojny światowej. Przydzielony do 21. Pułku Piechoty, po krótkim szkoleniu, został skierowany na front wschodni, gdzie już 3 kwietnia następnego roku trafił do rosyjskiej niewoli.
W lipcu 1916 r. jako ochotnik zgłosił się do czechosłowackich jednostek wojskowych tworzonych w Rosji, jednak przyjęty został dopiero 12 października następnego roku i trafił w skład 1. (rezerwowego) Pułku, ale szybko został przeniesiony do 1. Pułku Artylerii. Walczył w Korpusie Czechosłowackim przez trzy lata (od grudnia 1919 r. w stopniu porucznika), a do kraju wrócił w kwietniu 1920 r. Za swoją służbę został odznaczony Wojskowym Orderem Świętego Męczennika i Zwycięzcy Jerzego IV klasy, Krzyżem Wojennym Czechosłowackim, Medalem Zwycięstwa (Międzysojuszniczym) i Czechosłowackim Medalem Rewolucyjnym.
Pozostał w służbie jako oficer zawodowy. Po ukończeniu kursów, został w maju 1920 r. dowódcą baterii artylerii. Dziewięć lat później przydzielono go do Ministerstwa Spraw Wojskowych, gdzie pracował kolejnych pięć lat. Po powrocie do swojego pułku w 1934 r., w stopniu majora, krótko dowodził jednym z pododdziałów. W 1936 r. powrócił do ministerstwa i pracował tam do czasu niemieckiej okupacji. Po rozpoczęciu okupacji mógł pozostać w ministerstwie, które zajmowało się odtąd likwidacją struktur armii byłej Czechosłowacji. Jednocześnie działał w tworzących się podziemnej organizacji wojskowej Obrona Narodu. Początkowo powierzono mu utworzenie pułku konspiracyjnej armii w Pradze VII, ale szybko dołączył do grona najbliższych współpracowników kierownictwa Obrony Narodu. Po zakończeniu działania komisji likwidacyjnej armii, został przeniesiony do Ministerstwa Zdrowia i Opieki Społecznej, jednak szybko wystarał się o emeryturę z powodów zdrowotnych, dzięki czemu mógł zaangażować się pełniej w działalność podziemnych struktur. 
Wraz z ppłk. Josefem Mašínem i kpt. Václavem Morávkiem stworzył grupę, która stała się jednym z symboli antyniemieckiego ruchu oporu – przez Niemców nazywaną Trzema Królami. Ich grupa zbierała informacje dot. funkcjonowania protektoratu i przesyłała je za granicę, a także przeprowadziła szereg operacji dywersyjnych m.in. zamachy bombowe w niemieckim ministerstwie lotnictwa i komendzie policji w Berlinie. „Trzej królowie” usiłowali też bezskutecznie zabić Heinricha Himmlera. Jako wyjątkowo uzdolniony organizator, Balabán odgrywał kluczową rolę w Obronie Narodu – był zaangażowany w utrzymywanie łączności z zachodnimi sojusznikami i ZSRR, ale także budował największą siatkę szpiegowską na terenie okupowanych Czech, która podejmowała się organizacji akcji dywersyjnych i skutecznych działań wywiadowczych. 
22 kwietnia 1941 r. został aresztowany przez Gestapo, skazany na śmierć i stracony 3 października w barakach w dzielnicy Praga-Ruzyně. Pośmiertnie awansowany do stopnia pułkownika i odznaczony Krzyżem Wojennym Czechosłowackim 1939. 
W 1992 pośmiertnie odznaczony Orderem Milana Rastislava Štefánika II Klasy.